# 回忆往昔
《回忆往昔》（Something to Remember）是美國女歌手瑪丹娜的第二張精選輯，於1995年11月發行。別於其他瑪丹娜的合輯，這一次是集合她过往最经典的抒情歌曲。此外還包括三首新歌：《I Want You》、《You'll See》及《One More Chance》。

## 專輯介紹
瑪丹娜1994年的專輯《枕邊故事》已是前作《情慾》引發一連串風波之后，开始平静下来的证明。接著這張抒情歌精選的发行，瑪丹娜同樣用她最新的宁静向外界展現這些动听的歌谣。這張精選輯中有幾首歌曲來自電影原聲帶，皆未曾收錄瑪丹娜的個人專輯裏，也有歌曲是在過往專輯中未出現過的版本：如翻唱歌曲《Love Don't Live Here Anymore》，這首歌最早收錄於瑪丹娜1984年第二張專輯《宛如處女》中，當時並未當成主打歌曲，一直到11年後瑪丹娜才為這支單曲重新混音收錄於此專輯，並拍了音樂影片然後在美國發行單曲。
該精選辑有三首新歌。《I Want You》是瑪丹娜与“Trip Hop铁三角”之一的布里斯托乐队Massive Attack共同录制的歌曲，这首歌是马文·盖經典歌曲的模仿版本，它第一次出现是在多位艺术家的唱片《城市蓝调》中；《I Want You》本来是准备作为单曲发行，甚至连相关的MV都已制作完畢，但最后这个计划还是被取消。而另外兩首《You'll See》(专辑主打歌曲)和《One More Chance》(在欧洲的专辑主打歌曲)則是瑪丹娜与名制作人大卫·福斯特合作的作品。此外，《You'll See》的MV是上张专辑歌曲《Take a Bow》MV的續集。
该专辑封面是瑪丹娜在1995年一次范思哲时装表演中的照片，她将該次活動未曾使用过的照片用来作為该专辑的照片。
另外，该专辑的日本版本还包括了《La Isla Bonita》作为附送曲目；而拉丁美洲和西班牙版本專輯的附送曲目是《Verás》，是新歌《You'll See》的西班牙語版本。

## 曲目列表
1. “我要你”（I Want You） – 6:23
2. “我會記著”（I'll Remember） – 4:23
3. “謝幕”（Take a Bow） – 5:21
4. “拭目以待”（You'll See） – 4:41
5. “為你瘋狂”（Crazy for you） – 4:05
6. “这里曾是我的游乐场”（This Used To Be My Playground） – 5:10
7. “以生見證”（Live To Tell）– 5:52
8. “爱情已成往事”（Love Don't Live Here Anymore） (Remix) – 4:54
9. “最美的回忆”（Something to Remember） – 5:04
10. “禁忌的爱”（Forbidden Love） – 4:09
11. “再一次機會”（One More Chance） – 4:28
12. “雨”（Rain） – 5:29
13. “噢 父親”（Oh Father） – 4:59
14. “我要你”（I Want You） (弦樂版) – 6:04
15. “美麗的島嶼”（La Isla Bonita） (日本版專輯附加曲目)
16. “Verás” (拉丁美洲版專輯附加曲目)

## 銷售量排行榜
| 榜单 (1995)            | 最好 名次 |
| ---------------------- | --------- |
| 澳大利亚专辑销量排行榜 | 1         |
| 奥地利专辑销量排行榜   | 1         |
| 加拿大专辑销量排行榜   | 4         |
| 芬兰专辑销量排行榜     | 1         |
| 法国专辑销量排行榜     | 3         |
| 德国专辑销量排行榜     | 2         |
| 墨西哥专辑销量排行榜   | 2         |
| 挪威专辑销量排行榜     | 6         |
| 葡萄牙专辑销量排行榜   | 2         |
| 西班牙专辑销量排行榜   | 6         |
| 瑞士专辑销量排行榜     | 3         |
| 英国专辑销量排行榜     | 3         |
| 美国公告牌二百强专辑榜 | 6         |

## 销量
- 註：销量是基于出货的数量而非最终卖出的数量。

| 国家     | 销量        |
| -------- | ----------- |
| 澳大利亚 | 4张白金唱片 |
| 奥地利   | 白金唱片    |
| 巴西     | 白金唱片    |
| 加拿大   | 2张白金唱片 |
| 芬兰     | 3张白金唱片 |
| 法国     | 2张金唱片   |
| 德国     | 金唱片      |
| 意大利   | 4张白金唱片 |
| 墨西哥   | 白金唱片    |
| 荷兰     | 白金唱片    |
| 波兰     | 金唱片      |
| 新加坡   | 7张白金唱片 |
| 南非     | 金唱片      |
| 西班牙   | 金唱片      |
| 瑞典     | 白金唱片    |
| 瑞士     | 白金唱片    |
| 英国     | 3张白金唱片 |
| 美国     | 3张白金唱片 |